# Sematophyllum pacimoniense
Sematophyllum pacimoniense là một loài Rêu trong họ Sematophyllaceae. Loài này được (Spruce ex Mitt.) J. Florsch. miêu tả khoa học đầu tiên năm 1990.